# Uncial 0314
El Uncial 0314 es un manuscrito uncial griego del Nuevo Testamento. Según la paleografía, el uncial data del siglo VI. En este manuscrito se encuentra una parte del Evangelio de Juan y se puede apreciar en el Corpus Christi College (Cambridge), institución educativa que forma parte de la Universidad de Cambridge, Inglaterra.

## Descripción
El códice contiene pequeños fragmentos de texto del Evangelio de Juan 5:43, en una de las hojas del pergamino. El tamaño original de la hoja es completamente desconocido. El fragmento que se conserva es de 10 por 2 centímetros; contiene solo 33 letras.
Este fragmento fue identificado por D. Jongkind y su escritura es muy gruesa y redondeada. El Instituto de Investigación Textual del Nuevo Testamento de la Universidad de Münster lo ha fechado al siglo VI.
Se encuentra en el Christopher De Hamel Collection (Gk. Ms 4) del Corpus Christi College (Cambridge) de la Universidad de Cambridge, Inglaterra.

### Texto
ΤΙ ΤΩ ΟΝΟΜΑΤΙ ΤΩ ΙΔΙΩ ΕΚΕΙΝΟΝ ΛΗΜΨΕΣΘΑΙ.